# Andelshaver
En andelshaver udgør en ejer af en andel af et andelsselskab. Andelshavere kendes inden for andelsbevægelsen, som bl.a. har domineret og forsat er meget udbredt indenfor dansk landbrug, hvor der bl.a. findes andelsmejerier og andelsslagterier. Andelsbevægelsen er også udbredt på boligområdet, hvor andelsboligforeninger og andelsboliger er udbredte.